# Mr. Crepsley
Larten Crepsley, también conocido como Mr. Crepsley o Vur Horston, es un vampiro de las sagas Darren Shan y Larten Crepsley. Es el mentor de Darren Shan y ex General Vampiro; además, formó parte del espectáculo del Cirque du Freak.

Es un personaje lacónico. Esta cuestión regularmente molesta a sus compañeros y provoca que se mofen de su forma de hablar.

## Apariencia
Larten Crepsley es un vampiro, por lo que solo envejece 1 año por cada 10.
Es alto y algo delgado. Tiene el cabello rizado y naranja, una larga cicatriz le surca la mejilla izquierda. Lleva el cabello usando un único mechón que le cubre un poco la frente.
Es descrito como una persona seria de un carácter calmado, además de un humor algo sarcástico.

## Saga de Darren Shan
Mr. Crepsley aparece por primera vez en El tenebroso Cirque du freak de Darren Shan (Cirque du Freak:  A living nightmare en inglés), como artista del espectáculo ambulante del Cirque Du Frak mostrando a una enorme tarántula amaestrada: Madam Octa

### El tenebroso Cirque du Freak
Mr. Crepsley es un artista del Cirque du Freak. La noche que el circo ambulante visitan el pueblo de Darren, él se presenta junto a su araña, Madam Octa, una tarántula muy venenosa más grande que las arañas comunes. Darren queda fascinado por ella. 
Cuando Darren Shan y su amigo Steve Leopard visitan el Cirque, Steve reconoce a Mr. Crepsley como el vampiro Vur Horston, que miró en un viejo libro de vampiros. Steve le pide que lo convierta en su asistente vampiro, pero se niega porque Steve tiene la sangre mala.
Mientras Steve y Mr. Crepsley hablan, Darren los escucha y decide robar a la araña y obligar al vampiro a aceptarlo o rebelará su identidad.
Más tarde, cuando Madam Octa muerde a Steve en el cuello, Darren le pide ayuda a Mr. Crepsley, quien decide salvar a Steve a cambio de que Darren se vuelva su asistente.
Luego de dar el antídoto al chico, el vampiro ayuda a Darren a fingir su muerte y lo lleva con él

### El asistente de vampiro
En este libro, Larten es el mentor de Darren e intenta hacerlo beber sangre, pues si no lo hace, morirá.
Cuando se da cuenta de que Darren sufre por su soledad, decide volver al Cirque para que Darren sienta compañía. Le sugiere a Mr. Tall que Darren se quede con Evra Von (un niño-serpiente).
A lo largo del libro se muestra cada vez como un personaje más sensible y atento a las necesidades y preocupaciones de Darren, además de verse apenado por convertir a Darren mientras era sólo un niño.
Mr. Crepsley permite que Darren se vuelva su asistente en el espectáculo, tocando una flauta para manipular a Madam Octa. Él usa esta estrategia para comprobar la lealtad de Darren: si intenta hacer que la araña lo muerda, no podrá confiar en él; en caso contrario, se habrá ganado la confianza del vampiro.
Al final del libro noque al hombrelobo del Cirque, después de que este destripara a Sam Grest, un niño amigo de Darren y Evra.

### Túneles de Sangre
Larten Crepsley nació en un pequeño pueblo, y cuando se entera de que hay un vampanez (vampiro de piel morada que asesina cuando bebe sangre loco), decide regresar a su pueblo, pues siente la necesidad de "defender a los suyos".
Se puede ver en este libro una de las etapas más sentimentales del vampiro, tanto hacia su pueblo, como hacia Darren. Además, demuestra su inteligencia al planear junto con Darren una astuta manera de engañar y capturar al vampanez.

### La montaña de los vampiros
Mr. Crepsley emprende, junto con Darren Shan, Gavner Purl y dos personitas, el viaje hacia 'La montaña de los vampiros, una antigua fortaleza situada en una alta montaña de difícil acceso, donde habitan los Príncipes vampiros y se celebran reuniones de los vampiros de todo el mundo. El argumento central del libro, es la controversia que gira en torno a Mr. Crepsley y Darren por la temprana conversión del pupilo.

### La ordalía de la muerte
En La ordalía de la muerte, participa como uno de los entrenadores de Darren. Además, insinúa que iría a buscar su muerte en caso de que Darren fracasara los ritos.
Cuando se descubre que hay vampaneces en la montaña, Mr. Crepsley es uno de los vampiros que luchan para defender la montaña.

### El príncipe vampiro
Después de que Darren es ayudado en unos de sus ritos por Harkat y Darren sentenciado a muerte, los príncipes deciden convertirlo en príncipe para así evitar su ejecución (pues ningún príncipe vampiro puede ser ejecutado, sin importar la gravedad de sus crímenes). Entonces, al ser Darren asistente de Mr. Crepsley, se vuelve su consejero, y según Darren, era como si el fuera el príncipe.
Cuando Mr. Tiny anuncia la existencia del Lord Vampanez y que sólo tres vampiros pueden darle muerte, revela que un cazador en Darren, y otro Mr. Crepsley.

### Cazadores del crepúsculo
Al haber sido Mr. Crepsley elegido Cazador, deja la Montaña de los vampiros y va hacia la casa de Lady Evanna, un hechicera hija de Mr. Tiny, pues según el mago, conocerán al tercer cazador de camino hacia el lugar de Lady Evanna.
En este libro tiene su primer encuentro con el Señor [Lord] Vampanez, aunque se escapa.

### Aliados de la noche
En Aliados de la noche, Mr. Crepsley y Vancha regresan a la Montaña de los vampiros por el funeral del príncipe Paris Skyle, el vampiro viviente más viejo (antes de su muerte, superior a los 800 años). Cuando regresan, Mr. Crepsley duda de las intenciones de Steve Leopard [Leonard], pues sabe que en su sangre hay maldad.
Participa en la pelea en los túneles bajo su pueblo.

### Asesinos del alba
Este es quizás uno de los libros más emotivos, en parte por lo sucedido con Mr. Crepsley.
Después de pelear en los túneles de sangre por segunda vez (la primera vez fue una pequeña pelea con Murlogh, el vampanez loco), se refugian en el apartamento de Steve, llevándolo como rehén. Después, intentando escapar de la policía, se lastima el tobillo, por lo que Darren, Harkat y Mr. Crepsley se dejan capturar. Después escapan de la policía.
De nuevo en los túneles, en la zona más profunda (llamada por Steve Leopard La caverna de la retribución), se reúnen los vampiros (Mr. Crepsley, Vancha Marcha y Darren), Harkat y Alice y Debbie para pelear contra los vampaneces y vampcotas para asesinar al Lord Vampanez.
Después una larga pelea, Mr. Crepsley va por el Lord Vampanez, que está siendo protegido por Ganen Harst (hermano de Vancha) y Steve. Cuando llega con el Lord, lo lanza a un gran foso en llamas con estacas de hierro. Luego se lanza contra Steve y ambos caen hacia la misma fosa, pero Ganen atrapa a Steve de un brazo, prolongando así sus vidas.
Tras un largo diálogo entre los que se hallaban en la caverna, Ganen le dice Mr. Crepsley que si suelta a Steve (dejándose caer), dejarán ir a los demás (Debbie, Alice, Vancha y Darren). Para asombro de todos, Mr. Crepsley suelta a Steve y cae a la fosa donde muere lentamente.

### Hijos del destino
La aparición de Mr. Crepsley es mínima, se sugiere ver la sección muerte.

## Muerte
En el libro Asesinos del alba, Mr. Crepsley se suicida dejándose caer a un foso llameante lleno de estacas en La caverna de la retribución para así salvar a sus amigos (Darren Shan, Harkat Mulds, Vancha March,  Debbie Hemlock y Alice Burges) del asedio de los vampaneces, después de matar al supuesto Lord Vampanez (que en realidad era sólo un señuelo).
En el libro 12 (Hijos del destino), en el último capítulo, después de que Darren regresa en el tiempo convertido en personita por Mr. Tiny, se ve de nuevo vivo a Mr. Crepsley (18 años antes de su muerte). Cuando la personita Darren asusta a su yo del pasado, evitando su encuentro con el vampiro y por tanto su destino como príncipe vampiro , también evita la consecuente muerte de Larten Crepsley, por lo cual (según la cronología actual de la saga), Mr. Crepsley continúa vivo hoy.